# کی-پکس (فیلم)
کی-پکس (انگلیسی: K-PAX) فیلمی در ژانر علمی–تخیلی و معمایی به کارگردانی ایان سافتلی است که در سال ۲۰۰۱ منتشر شد. فیلم‌نامه این فیلم توسط چارلز لیویت بر اساس رمانی به همین نام محصول سال ۱۹۹۵ اثر جین برور به رشته تحریر درآمده است. فیلم کی-پکس داستانی پرتعلیق را روایت می‌کند که بر مبنای رابطه یک پزشک و بیمار وی شکل می‌گیرد.

## داستان
«پرات» (کوین اسپیسی)، مردی که مدعی است از سیارهٔ «کی ـ پکس» به کرهٔ زمین آمده، پس از یک حادثهٔ جیب‌بری در ایستگاه قطار نیویورک، روانه بیمارستان روانی می‌شود و «دکتر مارک پاول» (جف بریجز) وظیفهٔ مراقبت از او را به عهده می‌گیرد. وقتی دارو و درمان در اصرار «پرات» به این‌که موجودی است فضائی که از دنیایی دیگر برای بررسی اوضاع و احوال زمین فرستاده شده، تغییری به وجود نمی‌آورد، «پاول» رابطه‌ای صمیمانه‌تر با مریضش ایجاد می‌کند و نسبت به او کنجکاوتر می‌شود. از سوی دیگر، آشکار می‌شود که حضور «پرات» در بیمارستان روانی، تأثیر آرامش‌بخشی بر سایر مریض‌ها گذاشته است. «پاول» که در بدو امر اعتقاد داشته «پرات» بیمار هذیان‌گوئی است که قابلیت درمان شدن را دارد، پس از مدتی به صرافت می‌افتد نکند داستان مریض عجیب و غریبش، حقیقت داشته باشد. به‌خصوص که دکترهای بیمارستان پی برده‌اند «پرات» از قابلیت شگفت‌انگیز رؤیت نور ماورای بنفش برخوردار است.
اوج داستان در جایی اتفاق می‌افتد که روان‌پزشک او، وی را با تعدادی از دوستانش که دانشمندان ستاره‌شناس هستند در یک آسمان‌نما آشنا می‌کند. این دانشمندان با ناباوری از پروت می‌پرسند از کدام سیاره آمده است و او مدار سیاره ادعایش را رسم می‌کند و دانشمندان متوجه می‌شوند این مدار با مدار سیاره‌ای فراخورشیدی که بتازگی کشف و خبر آن هنوز اعلام نشده است، سازگاری دارد.
با نزدیک شدن به زمانی که «پرات» ادعا می‌کند باید زمین را ترک کند، «پاول» بیش از پیش به این فکر می‌افتد که تا آن تاریخ، یک موفقیت بزرگ در زمینهٔ درمان بیماری‌های روانی باید اتفاق بیفتد.

## بازیگران
- کوین اسپیسی
- جف بریجز
- ماری مک‌کورمک
- الفری وودارد
- سلیا وستون
- برایان هوی
- دیوید پاتریک کلی
- ساول ویلیامز